# Jüdischer Friedhof (Eldagsen)

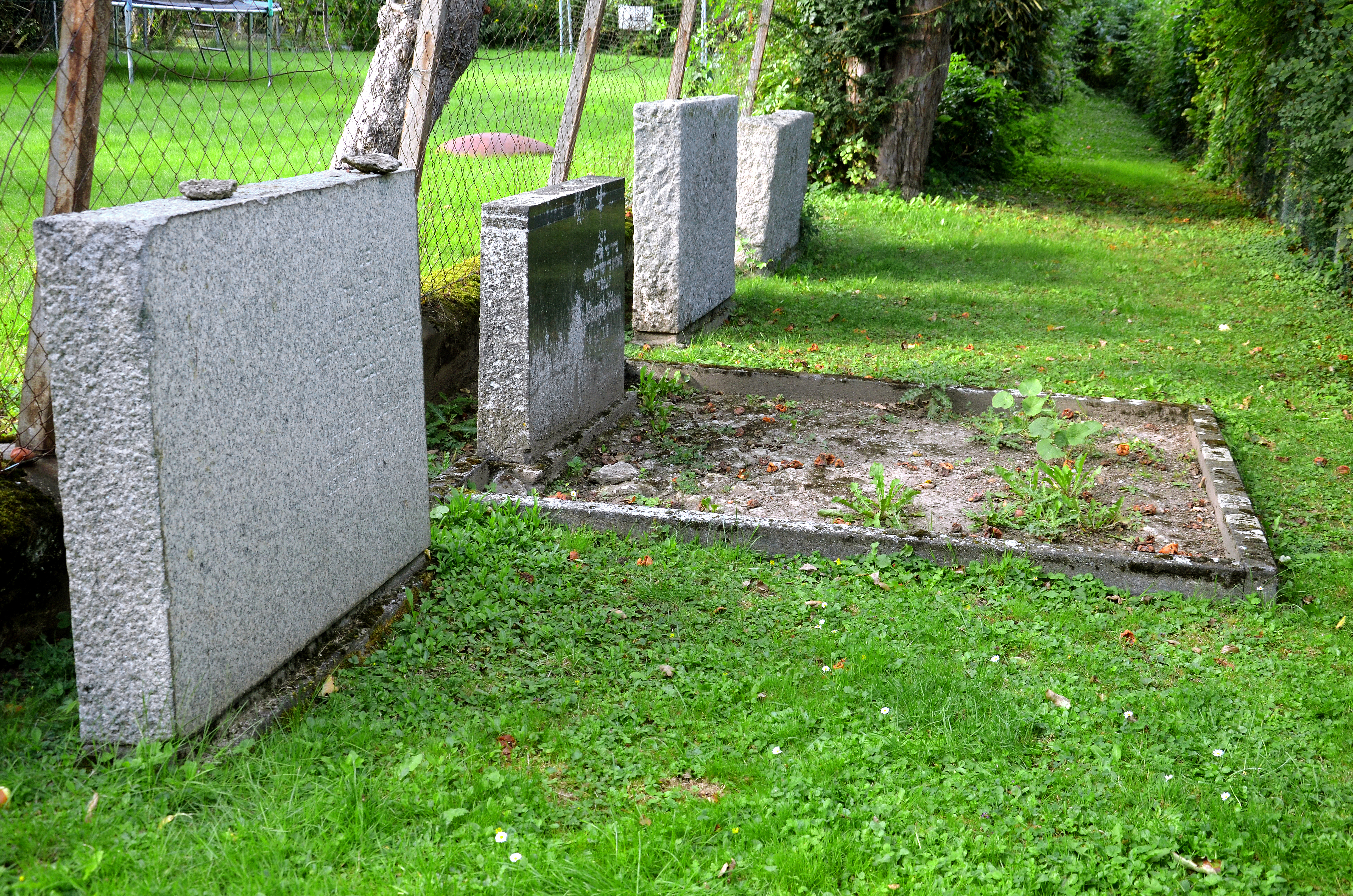
Die vier Grabsteine auf dem Jüdischen Friedhof, gesehen vom Eingang vom Neuen Gehlenbach

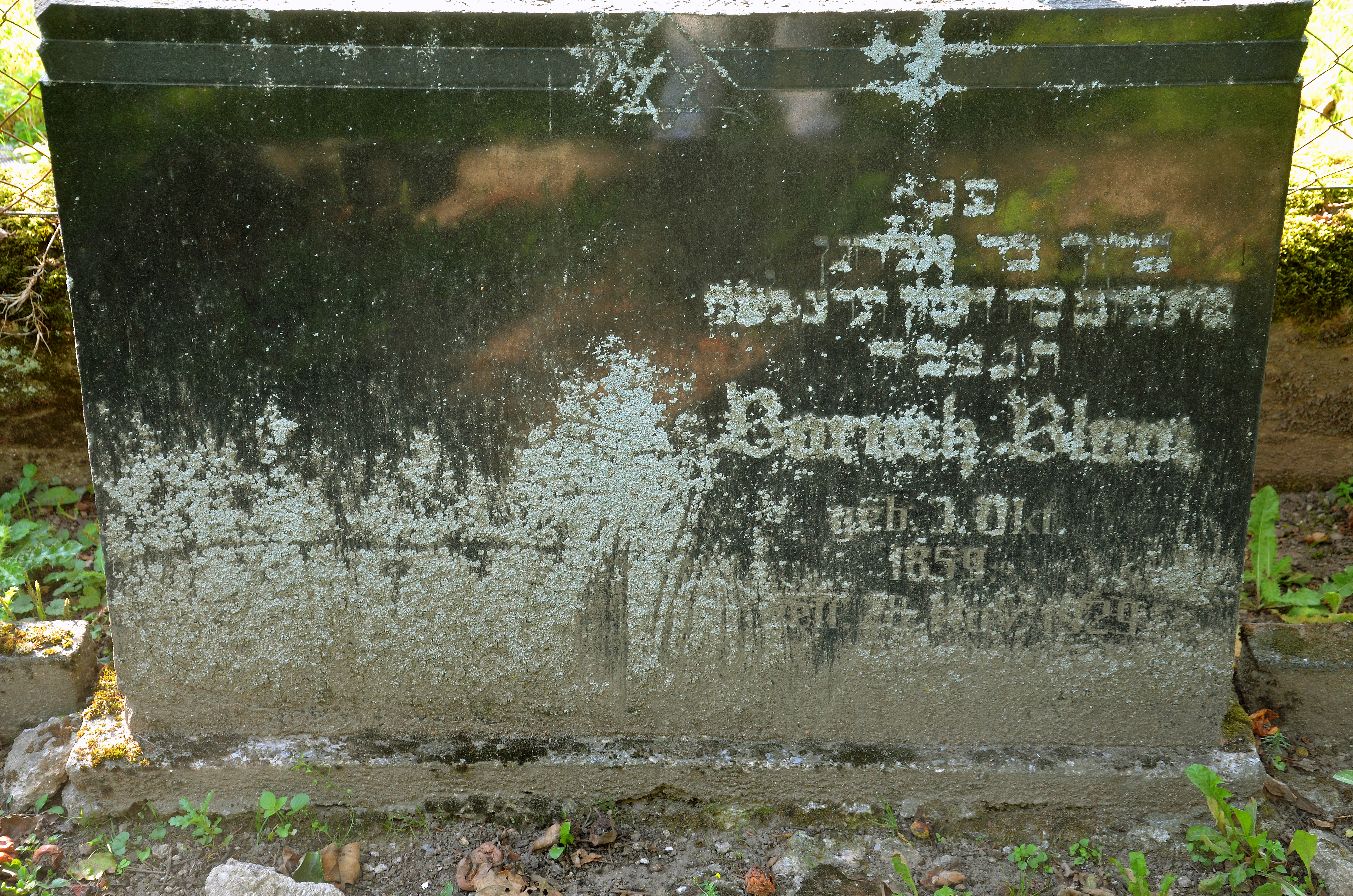
Einer der flechtenbewachsenen Grabsteine, hier mit der Inschrift „Baruch Blum geb. 3. Okt. 1858 [...] 1929 [...]“

Der Jüdische Friedhof Eldagsen, im Ortsteil Stadt Eldagsen in der niedersächsischen Stadt Springe in der Region Hannover, ist ein geschütztes Kulturdenkmal.
Auf dem Friedhof zwischen Knickstraße und Brückenstraße befinden sich vier Grabsteine, der älteste erhaltene Grabstein stammt aus dem Jahr 1929.

## Geschichte
Der Friedhof wurde von 1753 angelegt und bis 1937 belegt.